# Rhysida jonesi
Rhysida jonesi är en mångfotingart som beskrevs av Lewis 2002. Rhysida jonesi ingår i släktet Rhysida och familjen Scolopendridae.
Artens utbredningsområde är Mauritius. Inga underarter finns listade i Catalogue of Life.